# سوئیت برگاماسک

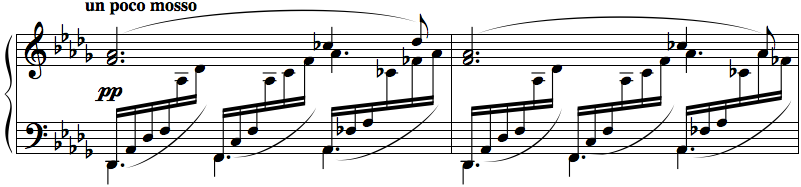
Excerpt from "Clair de lune", the third movement of the Suite bergamasque

سوئیت برگاماسک (L. 75) (فرانسوی: Suite bergamasque) یک سوئیت برای پیانو از کلود دبوسی است و یکی از مشهورترین آثار دبوسی برای پیانو می‌باشد. او خلق این اثر را در حدود سال ۱۸۹۰، در سن ۲۸ سالگی، آغاز کرد؛ اما درست قبل از انتشار آن در سال ۱۹۰۵، آن را به‌طور قابل توجهی اصلاح کرد.